# Erhard Doubrawa
Erhard Doubrawa (* 1955) ist Gestalttherapeut, Supervisor, Lehrtherapeut, Ausbilder und Autor zahlreicher Bücher und Aufsätze im Bereich der Gestalttherapie. Wichtige Lehrer waren Laura Perls, Erving und Miriam Polster, sowie Hunter Beaumont.
Als Herausgeber der Zeitschrift Gestaltkritik und Leiter des Ausbildungsinstitutes für Gestalttherapie in Köln, ist er wichtige Leitfigur innerhalb der gestalttherapeutischen Bewegung im deutschsprachigen Raum. Doubrawa vertritt eine an der ursprünglichen Gestalttherapie orientierte, klassische Form der Therapie und hat insbesondere das Konzept der Bewusstheit („awareness“) innerhalb der Gestalttherapie weiterentwickelt. 

## Veröffentlichungen
- Die Seele berühren
- Lexikon der Gestalttherapie
- Einladung zur Gestalttherapie
- Dialogische Gestalttherapie